# Marasi
Marasi (existe aussi comme nom de famille en Italie :) est une localité de Croatie située en Istrie, dans la municipalité de Vrsar, dans le comitat d'Istrie. En 2001, la localité comptait 49 habitants.

## Démographie
| 1948 | 1953 | 1961 | 1971 | 1981 | 1991 | 2001 |
| ---- | ---- | ---- | ---- | ---- | ---- | ---- |
| 171  | 143  | 106  | 85   | 54   | 47   | 49   |